# Killay (pays de Galles)
Pour les articles homonymes, voir Killay.
Killay (en anglais) ou Cilâ (en gallois) est une communauté de la cité et comté de Swansea, au pays de Galles.

## Géographie
Killay est situé à 6 km à l'ouest du centre-ville de Swansea.

## Démographie
Au recensement de 2011, la communauté de Killay comptait 5 702 habitants.